# Graniastosłup prawidłowy

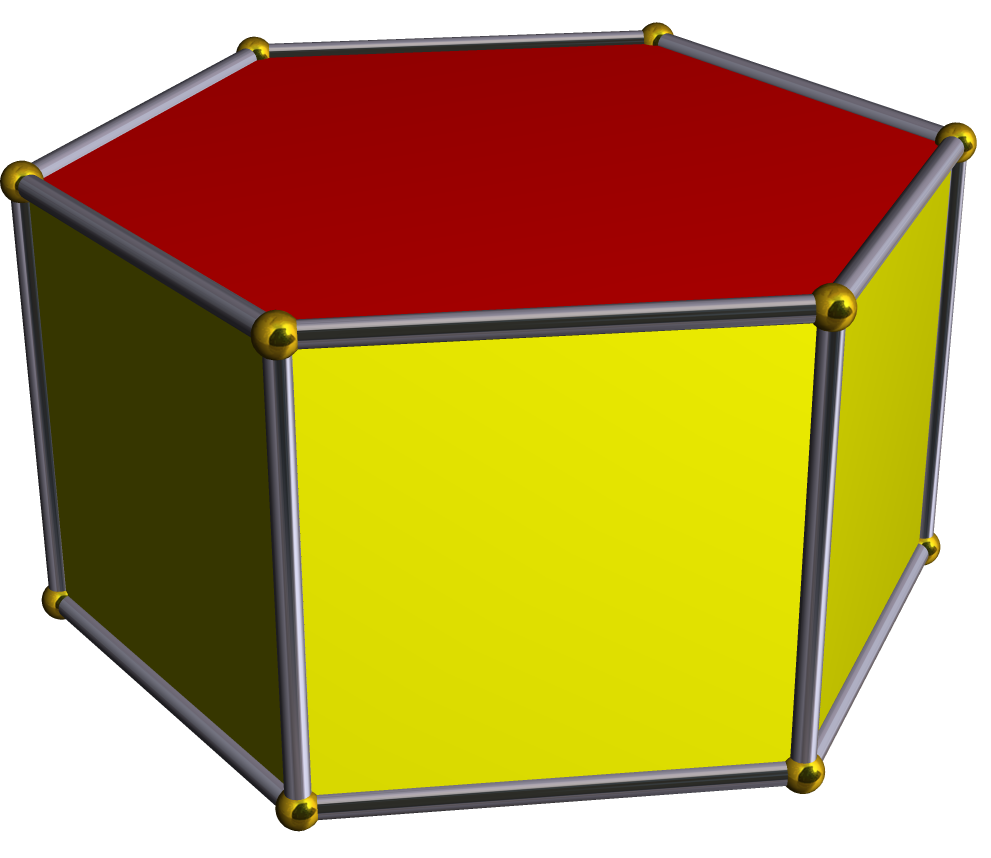
Graniastosłup prawidłowy sześciokątny

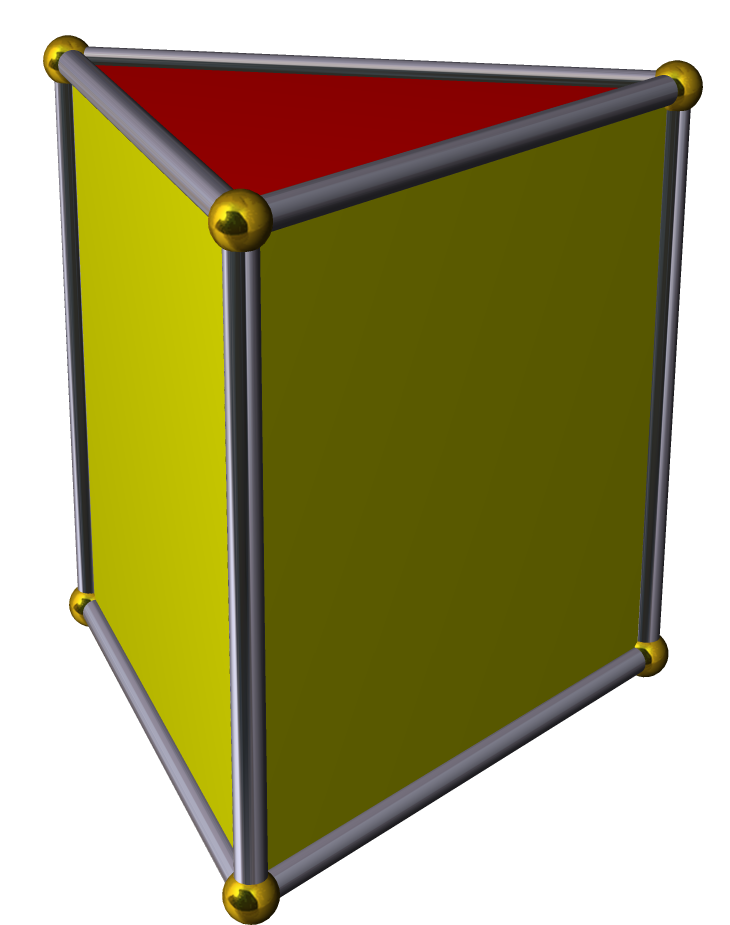
Graniastosłup prawidłowy trójkątny

Graniastosłup prawidłowy – graniastosłup prosty, którego podstawa jest wielokątem foremnym.
Graniastosłupem prawidłowym jest np. sześcian.
W graniastosłupie prawidłowym wszystkie krawędzie boczne mają identyczną długość, ściany boczne są przystającymi prostokątami.
Graniastosłup prawidłowy, którego podstawą jest n-kąt foremny, określa się jako graniastosłup prawidłowy n-kątny, np. graniastosłup prawidłowy trójkątny, graniastosłup prawidłowy czworokątny itd.

## Wzory
Przyjęte oznaczenia:
{\displaystyle n} – liczba boków podstawy graniastosłupa,
{\displaystyle a} – długość boku podstawy graniastosłupa,
{\displaystyle h} – wysokość graniastosłupa (np. długość krawędzi bocznej),
{\displaystyle r} – długość promienia koła wpisanego w podstawę.
- Objętość graniastosłupa prawidłowego:

{\displaystyle V={\frac {1}{4}}nha^{2}\operatorname {ctg} {\frac {\pi }{n}}={\frac {nah}{2}}\cdot {\frac {a}{2\operatorname {tg} {\frac {\pi }{n}}}}={\frac {narh}{2}}.}
- Pole powierzchni bocznej graniastosłupa prawidłowego:

{\displaystyle M=nah.}
- Pole powierzchni całkowitej graniastosłupa prawidłowego:

{\displaystyle S=nah+{\frac {1}{2}}na^{2}\operatorname {ctg} {\frac {\pi }{n}}=na\left(h+{\frac {a}{2\operatorname {tg} {\frac {\pi }{n}}}}\right).}